# Kuprijan Kirkiż
Kuprijan Osipowicz Kirkiż (ros. Куприян Осипович Киркиж, ur. 17 września?/29 września 1888 we wsi Smolancy w guberni witebskiej, zm. 24 maja 1932 w Moskwie) – radziecki polityk, wojskowy i działacz partyjny, członek Biura Politycznego KC KP(b)U (1925-1926), członek KC WKP(b) (1925-1930).

## Życiorys
Urodzony w białoruskiej rodzinie chłopskiej, od 1901 pracował jako robotnik, 1910 wstąpił do SDPRR, bolszewik. Prowadził działalność partyjną w Rydze i Charkowie, 1917 przewodniczący rejonowego komitetu SDPRR(b) w Charkowie, członek Charkowskiego Komitetu SDPRR(b) i Rady Charkowskiej, 1918 przewodniczący kolegium fabryki artyleryjskiej w Moskwie, specjalny pełnomocnik Ludowego Komisariatu ds. Wojskowych RFSRR i dowódca 2 Charkowskiego Pułku Proletariackiego. W 1919 dowódca samodzielnej Brygady Donieckiej, 1920 dowódca tyłów dywizji, wojskowy komisarz 41 Dywizji Piechoty i dowódca tyłów 14 Armii, uczestnik wojny domowej w Rosji, m.in. walk przeciw armii Nestora Machno. Od 1920 kierownik Miejskiej Elektrowni w Charkowie, do 1922 zastępca przewodniczącego Komitetu Wykonawczego Charkowskiej Rady Gubernialnej, 1922-1925 sekretarz odpowiedzialny charkowskiego gubernialnego komitetu RKP(b), od 10 kwietnia 1923 do 20 listopada 1927 członek KC KP(b)U. Od listopada 1925 do listopada 1926 sekretarz odpowiedzialny Charkowskiego Komitetu Okręgowego KP(b)U, od 12 grudnia 1925 do 24 listopada 1926 sekretarz KC i członek Biura Politycznego KC KP(b)U, od 31 grudnia 1925 do 26 czerwca 1930 członek KC WKP(b). Od listopada 1926 do lutego 1927 ludowy komisarz inspekcji robotniczo-chłopskiej Ukraińskiej SRR i przewodniczący Centralnej Komisji Kontrolnej KP(b)U, od lutego 1927 do kwietnia 1929 I sekretarz KC Komunistycznej Partii (bolszewików) Uzbekistanu i zastępca przewodniczącego Środkowoazjatyckiego Biura KC WKP(b), od kwietnia 1929 do 1931 przewodniczący KC Związku Pracowników Handlu Radzieckiego. Od kwietnia 1931 do śmierci członek Prezydium Wszechzwiązkowej Centralnej Rady Związków Zawodowych, od 13 lipca 1930 do śmierci członek Centralnej Komisji Kontrolnej WKP(b) i zastępca członka jej Prezydium, od 1931 do śmierci przewodniczący KC Związku Pracowników Budowy Maszyn. Odznaczony Orderem Czerwonego Sztandaru (1923). Zginął w wypadku samochodowym. Jego prochy złożono na Cmentarzu przy Murze Kremlowskim.